# 桑德斯冰原島峰
桑德斯冰原島峰（英語：Sanders Nunatak），是南極洲的冰原島峰，位於維多利亞地，屬於阿斯加德山脈的一部分，海拔高度850米，現時由南極條約體系管理。